# Den samizdatu
Den samizdatu je významný den České republiky připadající na 12. říjen. Je daný zákonem č. 279/2024 Sb., účinným od 1. ledna 2025, jakožto připomínka protestu československých vydavatelů samizdatu v době komunistického režimu v roce 1988.
Na Slovensku je 12. říjen stejnojmenným památným dnem (slovensky Deň samizdatu).

## Historie
Mezinárodní den samizdatu, 12. říjen, byl vyhlášen 12. října 2016 v pražské Libri prohibiti českými a slovenskými vydavateli/historiky samizdatu (Ján Šimulčík – samizdat.sk, Jiří Gruntorád – libriprohibiti.cz, Miroslav Svoboda – scriptum.cz) a dalšími. Dne 12. října 1988 se totiž čeští a slovenští vydavatelé samizdatu společně zasadili za propuštění Ivana Polanského, v červnu 1988 odsouzeného ke čtyřem letům vězení právě za vydávání samizdatu. A to v době československého komunistického režimu ojedinělým způsobem – 92 jich s uvedením svého jména a názvu samizdatu, který vydávali, napsalo prezidentovi Gustávu Husákovi: „Represe orgánů státní moci proti Ivanu Polanskému je útokem proti nám všem, kdo působíme v nezávislé publicistice se stejnými či podobnými motivy jako on. Neboť my, nezávislí vydavatelé a publicisté různých kulturních a politických zaměření, různých věr i bez vyznání, činíme totéž co Ivan Polanský. […] Vyzýváme vás, abyste buď Ivana Polanského propustili na svobodu, nebo osvědčili důslednost své zvrácené
spravedlnosti tím, že uvězníte nás všechny.“ Polanský byl nakonec z vězení podmínečně propuštěn v prosinci 1988 díky Husákově amnestii.
Slovenský Ústav paměti národa od roku 2017 v Bratislavě každoročně pořádá k příležitosti Dne samizdatu konferenci. Vychází také sborník z konference.
Na Slovensku byl Den samizdatu vyhlášen památným dnem zákonem č. 325/2020 Z. z., účinným od 1. ledna 2021. V Česku byl Den samizdatu vyhlášen významným dnem zákonem č. 279/2024 Sb., účinným od 1. ledna 2025.